# كرايغ بروكمان
كرايغ بروكمان (بالإنجليزية: Craig Brockman)‏ هو منتج أسطوانات وكاتب أغاني أمريكي، ولد في 16 مايو 1973 في لوس أنجلوس في الولايات المتحدة.